# Izaute (Midou)
Die Izaute ist ein Fluss in Frankreich, der im Département Gers in der Region Okzitanien verläuft. Sie entspringt im Gemeindegebiet von Termes-d’Armagnac, entwässert generell in nordwestlicher Richtung durch die Landschaft Armagnac und mündet nach rund 27 Kilometern an der Gemeindegrenze von Monlezun-d’Armagnac und Toujouse als linker Nebenfluss in den Midou.

## Orte am Fluss
- Termes-d’Armagnac
- Lanne-Soubiran
- Monlezun-d’Armagnac